# Alte Catholische Geistliche Kirchengeseng auff die fürnemste Feste

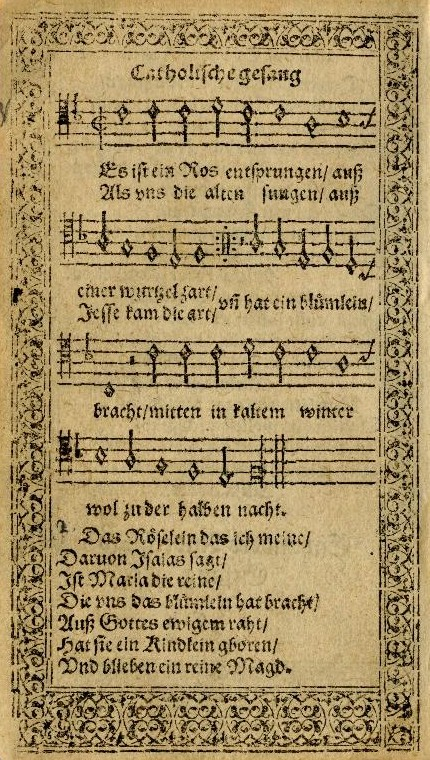
Speyerer Gesangbuch:
Es ist ein Ros entsprungen

Alte Catholische Geistliche Kirchengeseng auff die fürnemste Feste, Untertitel: „auch in Processionen, Creutzgängen und Kirchenfärten: Bey der H. Meß, Predig, in Heusern, und auff dem Feld zu gebrauchen, sehr nützlich; sampt einem Catechismo. Auß Beuelch Deß Hochwuerdigen Fuersten vnd Herrn, Herrn Eberhardten Bischouen zu Speir, vnnd Probsten zu Weissenburg etc. In diese ordnung gestelt“, heute auch bezeichnet als Das Speyerer Gesangbuch von 1599, wurde 1599 durch Arnoldt Quentell in Köln gedruckt.

## Beschreibung
Es handelt sich um das älteste pfälzische Gesangbuch. Das 490 Seiten starke Werk enthält 159 Gesänge und 138 Melodien, darunter das hier erstmals erschienene Kirchenlied „Es ist ein Ros entsprungen“. Während man früher davon ausging, dass der schon 1595 verstorbene Speyerer Weihbischof Heinrich Fabricius das Buch zusammenstellte, deuten neue Forschungsergebnisse auf die Speyerer Jesuiten hin. In der Festschrift der Speyerer Diözesanbibliothek „Habent sua fata libelli: Facetten einer Bibliotheksgeschichte 1815–2015“, weist deren Leiter Herbert Pohl nach, dass das Buch eine Erweiterung des von den Jesuiten redigierten Konstanzer Gesangbuches von 1594 darstellt und wie dieses jesuitisch geprägt ist. Als Haupturheber vermutet er den Rektor des Speyerer Jesuitenkollegs, Pater Wilhelm Wolff von Metternich zur Gracht (1563–1636), der mit seinem Bruder, dem Speyerer Domherrn Adolph Wolff von Metternich zur Gracht (1553–1619), zu den Hauptakteuren der tridentinischen Erneuerung im Bistum Speyer zählt. Die Verausgabung erfolgte 1599, der Druck in Köln, wohin die Speyerer Jesuiten gute Verbindungen hatten.
Stilistisch reicht der Inhalt des Liedgutes vom Gregorianischen Gesang über lateinische und deutsche Hymnen bis zu einem vertonten deutschen Katechismus. Auch wurden populäre weltliche Melodien der Zeit als Basis für Kirchenlieder verwendet. Das Gesangbuch, eines der umfangreichsten seiner Zeit, erlebte bis zum Jahr 1631 zwölf Auflagen mit insgesamt geschätzten 10–12.000 Exemplaren. Fünf der Nachauflagen enthielten Anhänge mit weiteren Liedern. Das Gesangbuch fand auch in den Nachbardiözesen Mainz und Trier und in Köln Verbreitung. Das Konstanzer Gesangbuch von 1600 lehnte sich stark an seine Konzeption an. Es beeinflusste auch das 1602 in Graz erschienene „Catholisch Gesangbuch“. Im Jahr 1609 übernahm das Paderborner Gesangbuch den Titel, einige Lieder und den größten Teil der Speyerer Katechismusgesänge.
Das Buch zeichnet sich gegenüber den gleichzeitig erschienenen Gesangbüchern dadurch aus, dass auf jede anti-protestantische Polemik verzichtet wurde. Auch Martin Luthers Vom Himmel hoch ist hier enthalten.
Auf Basis eines in der Diözesanbibliothek Münster aufbewahrten Exemplars wurde in Graz eine Faksimileausgabe hergestellt, die am 28. November 2003 in der Krypta des Speyerer Kaiserdomes vorgestellt wurde. Die Exemplare sind vergriffen.
Ein zweites Exemplar wird von der Diözesanbibliothek Speyer bewahrt.

## CD: Das Speyerer Gesangbuch von 1599
Am 30. September 2005 erschien unter dem Titel Das Speyerer Gesangbuch von 1599 eine CD mit Vertonungen aus dem Gesangbuch. Aufgeführt wurden die Lieder von dem Männerchor Schola Cantorum Saliensis („Sängerschule der Salier“), einem Vokalensemble für Musik des Mittelalters am Dom zu Speyer, der Frauenschola Musica InSpira und der Solosängerin Monika Keggenhoff. Das Projekt wurde geleitet von dem Domkantor und Organisten Christoph Keggenhoff. Als Tonmeister fungierte Klaus Faika vom Label Organum Classics.
- Der Heiden Heiland komm her;
- Christum wir sollen loben schon;
- Wol auff' nun last uns singen all;
- Haec dies;
- Es ist ein Ros entsprungen;
- Nunc dimittis;
- Des Königs Fenlein gehn hervor;
- Pueri Hebraeorum;
- Victimae paschali
- Laudes;
- Salve festa dies;
- Veni creator Spiritus;
- Nun bitten wir den heiligen Geist;
- Die Werck der Barmherzigkeit;
- O sacrum convivium;
- Meine Seele macht den Herren groß;
- Gegrüsset seist du Königin der Barmherzigkeit;
- Wir sollen dancksagen Gott;
- Regina coeli